# Rodrigo Ambrosio
José Rodrigo Ambrosio Brieva (Santiago, 5 de enero de 1941-Llay-Llay, 19 de mayo de 1972) fue un sociólogo y político chileno. Fue presidente de la Juventud Demócrata Cristiana (JDC) y fundador del Movimiento de Acción Popular Unitaria (MAPU).

## Biografía
Hijo de don José Ambrosio Cajas y doña María Brieva Ayuso. Fue pareja de Michélle Uthard, con quien tuvo dos hijos.
Estudió en el Colegio Seminario de Chillán para luego ingresar a la Escuela de Sociología de la Universidad Católica. Luego entró a la Escuela de Derecho de la Universidad de Chile. Ingresó a la École Pratique des Hautes Études en Francia, estudiando marxismo bajo la tutela de Louis Althusser y con la influencia de Marta Harnecker. En 1966 trabajó en INDAP y en 1969 fue profesor de la Escuela de Sociología de la Universidad de Concepción.
Durante sus primeros años de estudios universitarios se acercó a la Democracia Cristiana, tomando contacto con agrupaciones de jóvenes católicos. En 1967 llegaría a ser presidente de la JDC.
Tras su viaje a Francia, Ambrosio se sumó al llamado "sector rebelde" del falangismo, que buscaba el acercamiento del partido con sectores de izquierda. Aquella facción estaba compuesta por Rafael Agustín Gumucio, Jacques Chonchol, Alberto Jerez Horta, Julio Silva Solar y Vicente Sota, entre otros. Lo importante en su viaje a Francia, fue contactado por el Partido Comunista de la URSS y le ofreció una beca en la Universidad Lumumba, desde donde, finalmente internalizó el concepto de "Vía no Capitalista al Desarrollo", la que introdujo en el Partido DC.

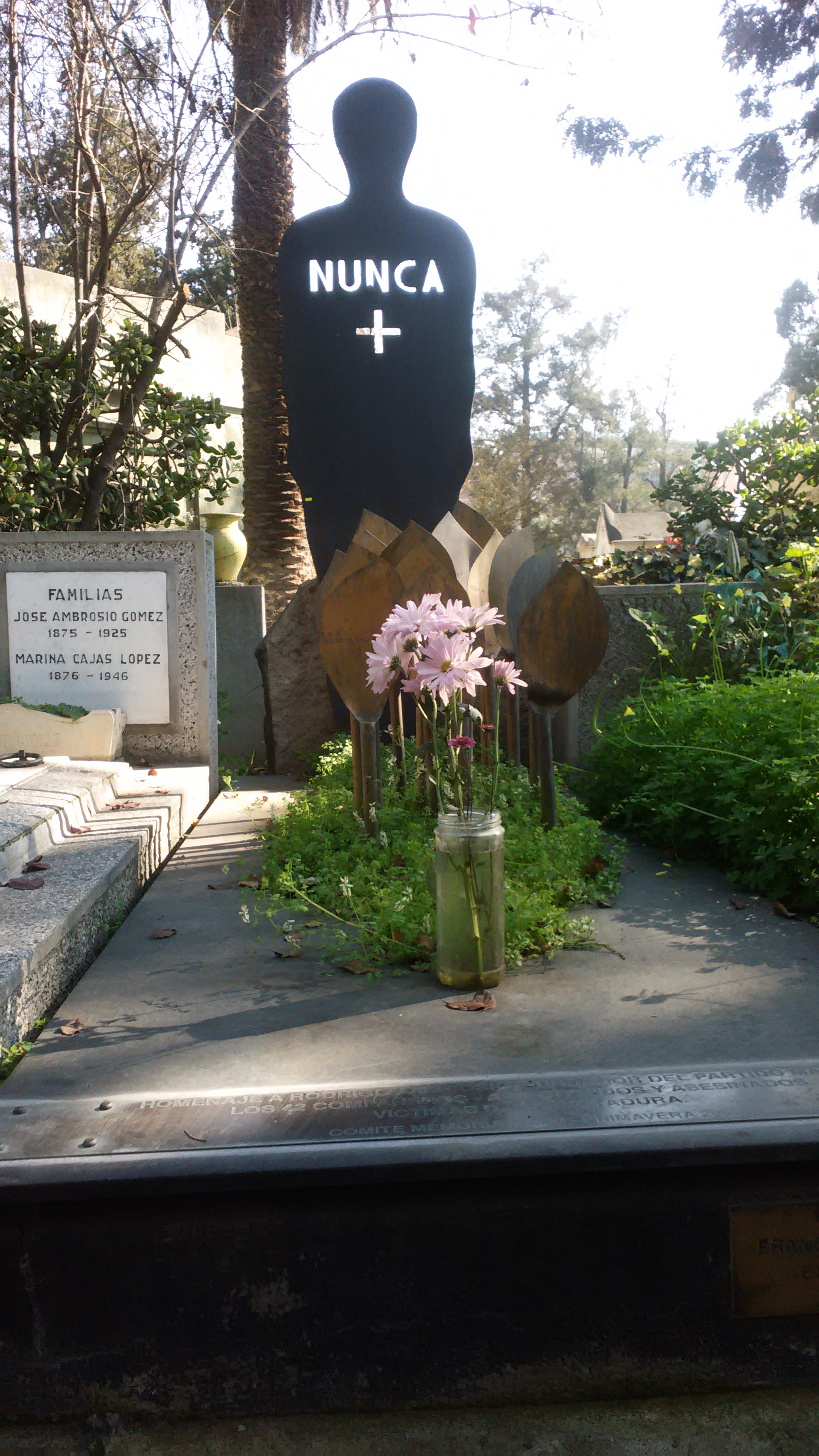
Su tumba tiene un homenaje a los detenidos desaparecidos de su partido

En 1969 lideró la ruptura del sector rebelde con el Partido Demócrata Cristiano y formó el MAPU. El nuevo movimiento se acercó a los partidos de izquierda y conformó la Unidad Popular, coalición que apoyó la candidatura de Salvador Allende en 1970. Ambrosio fue elegido como primer Secretario General de la colectividad y trabajó activamente en la campaña de Allende.
Falleció en las cercanías de Llay Llay el 19 de mayo de 1972 debido a un accidente automovilístico sufrido tras un viaje a Valparaíso.